# Sulejman ibn Abd al-Malik
Sulejman ibn Abd al-Malik ibn Marvan (arabsko سُلَيْمَان ٱبْن عَبْد الْمَلِك ٱبْن مَرْوَان, latinizirano: Sulaymān ibn ʿAbd al-Malik ibn Marwān), sedmi omajadski kalif, ki je vladal od leta 715 do svoje smrti, * ok. 675, Medina, Omajadski kalifat, † 24. september 717, Dabik. 
Bil je sin kalifa Abd al-Malika ibn Marvana (vl. 685–705) in Valade bint al-Abas. Svojo kariero je začel kot guverner Palestine, medtem ko sta njegov oče Abd al-Malik in brat al-Valid I. (vl. 705–715) vladala kot kalifa. Tam je bil njegov mentor teolog Radža ibn Hajva al-Kindi. Spletel je tesne vezi z Jazidom ibn al-Muhalabom, glavnim nasprotnikom al-Hadžaja ibn Jusufa, al-Validovega močnega podkralja Iraka in vzhodnega dela kalifata. Sulejmanu se je zameril al-Hadžajev vpliv na njegovega brata. Sulejman je kot guverner ustanovil mesto Ramla in v njem zgradil Belo mošejo. Novo mesto je nadomestilo Lod kot glavno mesto Palestine. Lod je bil vsaj delno uničen, njegovi prebivalci pa so bili morda prisilno preseljeni v Ramlo, ki se je razvila v gospodarsko središče, postala dom številnim muslimanskim učenjakom ter ostala trgovsko in upravno središče Palestine do 11. stoletja. 
Ko je Sulejman prevzel mesto kalifa, je odpustil številne guvernerje in generale svojega predhodnika. Z njihovo pomočjo je kalifat dosegel svoj največji ozemeljski obseg. Med odstavljenimi sta bila osvajalec Transoksanije (srednja Azija) Kutajba ibn Muslim, ki so ga v neuspešnem uporu v pričakovanju njegove razrešitve ubili lastni vojaki, in osvajalec Sinda (zahodna Indijska podcelina) Mohamed ibn al-Kasim, ki je bil usmrčen. Na zahodu je Sulejman odstavil Muso ibn Nusairja, osvajalca Iberskega polotoka (Al Andaluz) in guvernerja Ifrikije (osrednja Severna Afrika), in dal ubiti njegovega sina Abd al-Aziza, guvernerja Al Andaluza. Čeprav je Sulejman nadaljeval militaristično politiko svojih predhodnikov, se je ozemeljska širitev med njegovo vladavino večinoma ustavila, deloma zaradi učinkovitega odpora vzdolž srednjeazijskih meja in propada tamkajšnjega arabskega vojaškega vodstva in organizacije po Kutajbovi smrti. Sulejmanov pooblaščenec nad vzhodnim kalifatom in njegov zaupnik Jazid je leta 716 vdrl na južno kaspijsko obalo, vendar se je umaknil in se zadovoljil s tributarno ureditvijo, potem ko so ga premagali lokalni iranski vladarji. Sulejman je okrepil vojno z Bizantinskim cesarstvom, glavnim žariščem njegovih vojnih prizadevanj, ki je dosegla vrhunec z obleganjem Konstantinopla v letih 717–718, ki se je končalo s katastrofalnim arabskim porazom. 
Sulejman je umrl v Dabiku med obleganjem mesta. Njegov najstarejši sin in izbrani naslednik Ajub je umrl že pred njim. Sulejman se je odločil za nekonvencionalno odločitev in za kalifa imenoval svojega bratranca Omarja namesto svojega sina ali brata. Obleganje Konstantinopla in sovpadanje njegove vladavine z bližajočo se stoto obletnico hidžre  je privedlo do tega, da so sodobni arabski pesniki na Sulejmana gledali v mesijanskem smislu. 

## Zgodnje življenje
Podrobnosti o Sulejmanovih prvih tridesetih letih življenja so v srednjeveških virih skope. Rojen je bil verjetno v Medini okoli leta 675. Njegov oče Abd al-Malik ibn Marvan je pripadal klanu Omajadov iz plemena Kurejš, medtem ko je bila njegova mati Valada bint al-Abas ibn al-Džaz pravnukinja Zuhairja ibn Džadhime, vidnega poglavarja arabskega plemena Banu Abs. Sulejmana so v puščavi delno vzgojili  njegovi sorodniki iz plemena Banu Abs.
V času njegovega rojstva je v kalifatu vladal Sulejmanov daljni sorodnik Muavija I., ki je leta 661 ustanovil vladajočo dinastijo Omajadov.  Po smrti Muavijevih naslednikov Jazida I. in Muavije II.  leta 683 oziroma 684, je omajadska oblast propadla po celem kalifatu. Večina provinc je za svojega vladarja priznala neomajadskega kalifa Abd Alaha ibn al-Zubajra s sedežem v Meki. Omajadi iz Medine, vključno s Sulejmanom, so bili izgnani v Sirijo, kjer so jih podpirala njim zvesta arabska plemena. Ta plemena so za kalifa izvolila Sulejmanovega starega očeta Marvana I. in oblikovala konfederacijo Jaman, nasprotnico plemen Kajsi,  ki so prevladovala v severni Siriji in Džaziri (Zgornja Mezopotamija) ter podpirala Ibn al-Zubajrja. Do leta 685 je Marvan ponovno vzpostavil omajadsko oblast nad Sirijo in Egiptom. Njegov naslednik Abd al-Malik je do leta 692 ponovno osvojil še preostali del kalifata. 

## Guverner Palestine
Neznano kdaj je Abd al-Malik imenoval Sulejmana za guvernerja vojaškega okrožja Palestina. Leta 701 je Sulejman vodil obrede hadža v Meki. Abd al-Malik je pred svojo smrtjo leta 705 za svojega naslednika imenoval svojega najstarejšega sina al-Valida I. Sulejman je ostal guverner Palestine ves čas al-Validove vladavine, ki je trajala do leta 715. Na tem položaju je verjetno prišel v tesen stik z poglavarji Jamanov, ki so prevladovali v tem delu kalifata. Vzpostavil je tesen odnos z Radžo ibn Hajva al-Kindijem, lokalnim verskim učenjakom, povezanim z Jamaniji,  ki je pred tem nadziral gradnjo Abd al-Malikove Kupole na skali v Jeruzalemu.  Radža je postal Sulejmanov učitelj in višji pomočnik.
Sulejmanu ni bil všeč vpliv al-Hadžaja ibn Jusufa, podkralja Iraka in vzhodnih delov kalifata, na kalifa al-Valida in je gojil vezi z njegovimi nasprotniki. Leta 708 ali 709 je dal zatočišče beguncu in nekdanjemu guvernerju Horasana Jazidu ibn al-Muhalabu in njegovi družini. Al-Hadžaj je Jazida odpustil in aretiral, vendar mu je uspelo pobegniti v Palestino. Al-Valid je bil jezen zaradi Jazidovega kljubovanja al-Hadžaju, zato je Sulejman ponudil, da bo sam plačal globo, ki jo je al-Hadžaj naložil Jazidu. Jazida in njegovega sina Ajuba je poslal vklenjena h kalifu s pismom, v katerem ga je prosil za pomilostitev, kar je kalif odobril. Jazid je postal tesen  Sulejmanov zaupnik in pri njem ostal do al-Hadžajeve smrti leta 714.

### Ustanovitev Ramle
Kot guverner Palestine je Sulejman ustanovil mesto Ramla in tja iz Loda preselil sedež svoje uprave. Ramla je ostala glavno mesto Palestine tudi v obdobju Fatimidov (10. do 11. stoletje). Motivi za ustanovitev Ramle so bili osebni in praktični. Lod je bil uspešno mesto z  logistično in gospodarsko ugodno lego, vendar brez razpoložljivega prostora za obsežen razvoj. Sulejman je pri izbiri prostora za Ramlo izkoristil strateške prednosti bližine Loda in se hkrati izognil  prostorskim omejitvam prejšnjega mestnega središča.
Prva stavba, ki jo je Sulejman zgradil  v Ramli, je bila njegova rezidenca, ki je hkrati služila kot sedež palestinske uprave (divan).  V središču novega mesta je bila zgrajena kongregacijska mošeja, kasneje znana kot Bela mošeja. Ramla se je že zgodaj gospodarsko razvila v  tržno mesto za kmetijske pridelke iz okolice in središče barvarstva, tkalstva in lončarstva. V mestu so delovali številni muslimanski verski učenjaki. Sulejman je zgradil akvadukt, imenovan Al-Barada, ki je v mesto pripeljal vodo iz Tel Gezerja, približno 10 kilometrov jugovzhodno od mesta. Ramla je v celoti nadomestila Lod  kot komercialno središče Palestine. V novo mesto so se iz Loda preselili številni kristjani, samarijani in Judje. Nekateri sodobni viri omenjajo, da so bile številna preselitve prisilne, povzročene z namernim rušenjem hiš. Nekateri viri omenjajo, da je porušil samo cerkev, drugi pa, da je mesto porušil v celoti, da bi kaznoval tiste, ki so se upirali.
Jeruzalem, ki se nahaja 40 kilometrov jugovzhodno od Ramle,  je ostal versko središče regije. Po arabskem viru iz 8. stoletja je Sulejman ukazal v Jeruzalemu zgraditi več javnih zgradb, vključno z javnim kopališčem, in razvijal Tempeljski grič (Haram al-Šarif). Kopališče je bilo namenjeno predvsem vernikom, ki so hodili molit v Kupolo na skali.  Anonimni sirijski kronist iz 13. stoletja mu pripisuje tudi gradnjo lokov, mlinov in vrtov v Jerihu, ki so jih pozneje uničile poplave.

## Kalif

### Pristop
Leta 714 je al-Valid na al-Hadžajevo spodbudo in z njegovo podporo poskušal za svojega naslednika postaviti svojega sina Abd al-Aziza, s čimer je prekršil Abd al-Malikovo določbo, da naslednik postane Sulejman. Po pisanju zgodovinarja Omarja ibn Šabija (umrl 878) je al-Valid Sulejmanu ponudil velikodušne finančne spodbude, da bi pristal na spremembo, a je on to zavrnil. Al-Valid je kljub temu zaprosil guvernerje provinc, naj za vladarja priznajo Abd al-Aziza, vendar je prejel samo dva ugodna odgovora: od al-Hadžaja in Kutajbe ibn Muslima, guvernerja Horasana in osvajalca Transoksanije. Al-Validov svetovalec Abad ibn Zijad je kalifu svetoval, naj pritisne na Sulejmana tako, da ga pokliče na svoj dvor v Damasku, in nato, če bo  Sulejman vztrajal pri svojem stališču,  krene z vojsko v Ramlo. Al-Valid je kmalu zatem  24. februarja 715 umrl. Sulejman je za njegovo smrt izvedel na svojem posestvu v al-Sabu in nato brez težav prevzel oblast.
Sulejmanu so podaniki prisegli zvestobo v Ramli  in v Damasku med njegovim edinim dokumentiranim obiskom tega mesta. Še naprej je vladal iz Palestine in ne iz Damaska, tradicionalne prestolnice Omajadov.

### Lokalna politika
V prvem letu svojega vladanja je Sulejman zamenjal večino Al-Validovih in Al-Hadžajevih guvernerjev provinc s svojimi zvestimi guvernerji. Razlogi za zamenjavo niso povsem jasni in bi lahko bili posledica zamer in nezaupanja ali zgolj odprava vladavine močnih starih guvernerjev. Za guvernerja Iraka je postavil svojega zvestega zaupnika Jazida ibn al-Muhalaba.  
Al-Hadžajevega varovanca Kutajbo ibn Muslima je obdržal na položaju, vendar je bil previden. Kutajba je bil v tistem času na pohodui v Transoksaniji in v Fergani razglasil svoj upor proti Sulejmanu. Večina njegovih čet, izčrpanih zaradi nenehnih pohodov, se mu je uprla in ga  avgusta 715 ubila. Med uporniki je bil tudi Vaki, ki se je razglasil za guvernerja Horasana. Sulejman je potrdil njegov položaj, vendar je omejil njegovo oblast na vojaške zadeve.
Al-Hadžajev sorodnik in vodja osvajanja Sinda Mohamed ibn al-Kasim se Sulejmanu ni uprl,  a je bil kljub temu odpuščen, poklican v Vasit in mučen do smrti.
Vaki je ostal na položaju guvernerja devet mesecev do sredine leta 716, ko je bil Horasan skupaj z drugimi vzhodnimi deli kalifata priključen k Jazidovi iraški provinci. Kalif je Jazidu ukazal, naj se preseli v Horasan in v iraških garnizijskih mestih Kufa, Basra in Vasit  pusti svoje namestnike. Iraške fiskalne zadeve je zaupal izkušenemu  Salihu ibn Abd al-Rahmanu.
Leta 715 in 716 je Sulejman odpustil Halida ibn Abdalaha al-Kasrija in Osmana ibn Hajana al-Murija, guvernerja Meke in Medine, ki ju je oba imenoval al-Hadžaj. Hajana je zamenjal Sulejmanov svak Abd al-Aziz ibn Abdalah ibn Halid ibn Asid.
Na zahodu je Sulejman odpustil Muso ibn Nusajra, Jamaniju naklonjenega guvernerja Ifrikije in osvajalca Hispanije (al-Andaluz), in njegovega sina Abd al-Aziza, guvernerja al-Andaluza. Muso so aretirali, Abd al-Aziza pa na Sulejmanov ukaz marca 716 umorili.  Novi guverner je  zaplenil premoženje Musove družine v Ifrikiji in ukazal družinske člane mučiti in usmrtiti.  Musa je imel bogato zgodovino poneverb in Sulejman je med njegovo aretacijo od njega izsilil znatne vsote denarja.

### Vojskovanje
Sulejman je kljub temu, da je zamenjal večino guvernerjev, ohranil militaristično politiko svojih predhodnikov. Med njegovo razmeroma kratko vladavino se je nadaljevala širitev kalifata, ki se je pod al-Validom praktično ustavila.

#### Transoksanija
Na vzhodni fronti v Transoksaniji so po Kutajbovi smrti osvajanja skoraj četrt stoletja mirovala. V tem času so Arabci tam celo začeli izgubljati ozemlje. Sulejman je ukazal umik horasanske vojske iz Fergane v Merv in kasneje njeno razpustitev.  Pod guvernerjem Vakijem ni bilo tam nobenih večjih vojaških dejavnosti. Dejavnosti so bile omejene na poletne napade na sogdijske vasi. Zgodovinar H.A.R. Gibb je arabski vojaški zastoj pripisal praznini v vodstvu in organizaciji, ki je nastala po Kutajbovi smrti.  Eisener je zastoj delno pripisal učinkovitejšemu odporu ob mejah. Ustavitev osvajanj ni bila znak, da je težnja po širitvi  in osvajanju  pod Sulejmanom popustila.

#### Gorgan in Tabaristan
Leta 716 je Jazid poskušal osvojiti kneževini Gorgan in Tabaristan ob južni obali Kaspijskega jezera. Te regije, ki so jim vladale lokalne iranske dinastije in so bile zaščitene z gorovjem Elbrus, so ostale večinoma neodvisne od muslimanov, kljub večkratnim poskusom, da bi jih pokorili. Kampanja na omenjeni kneževini je trajala štiri mesece in vključevala 100.000 vojakov, večinoma iz garnizij Kufe, Basre, Džibala, Merva in Sirije. V pohod so bile prvič vključene elitne sirske čete. Jazid je premagal Turke severno od reke Atrek in zagotovil nadzor nad Gorganom z ustanovitvijo novega mesta, sodobnega Gonbad-e Kavusa. Jazid je v pismu čestital Sulejmanu za osvojitev obeh ozemelj, ki sta se izmikali prejšnjim kalifom.
Jazidov začetni uspeh so izničili vladar Tabaristana Farukkan Veliki in njegova koalicija iz sosednjega Dajlama, Gilana in Gorgana v kasnejših spopadih istega leta. Kasneje je Jazid umaknil muslimanske čete iz regije v zameno za tributarni dogovor s Farukkanom. Tabaristan je ostal neodvisen od arabske vladavine do leta 760, ko so ga osvojili nasledniki Omajadov Abasidi, vendar je ostal nemirna provinca, v kateri so prevladovali lokalni dinasti.

#### Obleganje Konstantinopla
Kalif je bil osredotočen predvsem v večno vojno z Bizantinskim cesarstvom, ki ni bilo le največji, najbogatejši in najmočnejši sovražnik kalifata, ampak je s kalifatom tudi neposredno mejilo v Siriji, središču omajadske oblasti. Prvi napad Omajadov na bizantinsko prestolnico Konstantinopel pod Muavijo I. ni uspel. Omajadi so bili kljub temu od leta 692 v stalni ofenzivi, utrdili oblast v Armeniji in kavkaških kneževinah ter postopoma posegali v obmejna območja Bizantinskega cesarstva. Omajadski generali, pogosto člani vladajoče družine, so vsako leto napadli bizantinsko ozemlje ter zavzeli kakšno mesto ali trdnjavo.  Daljše obdobje nestabilnosti in arabskega vse globljega prodiranja v Anatolijo je v Bizantinskem cesarstvu leta 712 začelo kazati znake propadanja obrambnega sistema.
Po smrti al-Valida I. se je Sulejman z vso močjo posvetil zavzetju Konstantinopla. Konec leta 716 se je po vrnitvi z romanja v Meko utaboril in zbral svojo vojsko v Dabiku v severni Siriji in od tam vodil vojno proti Bizantincem. Ker je bil preveč bolan, da bi osebno vodil kampanjo, je poveljevanje prepustil svojemu polbratu Maslami ibn Abd al-Maliku. Slednjemu je ukazal, da mora oblegati bizantinsko prestolnico do osvojitve ali odpoklica. Na začetku leta 716 je arabski poveljnik Omar ibn Hubajra al-Fazari sprožil vzporedno pomorsko akcijo proti Konstantinoplu.  Med pohodom arabske vojske proti Konstantinoplu je Sulejman leta 717 imenoval svojega sina Davuda za vodjo poletnega pohoda proti Bizantincem. Davud je na pohodu  zavzel trdnjavo Hisn al-Mara (Ženska trdnjava) pri Malatji.
Sulejmanova prizadevanja za osvojitev Konstantinopla so propadla. Bizantinci so poleti 717 pregnali omajadsko ladjevje iz Konstantinopla, medtem ko je Maslamova vojska nadaljevala z obleganjem mesta. Omajadsko ladjevje, ki so ga poleti 718 poslali na pomoč oblegovalcem, so Bizantinci uničili. V Anatoliji so porazili tudi omajadsko vojsko, namenjeno podpreti oblegovalce. Ker je obleganje spodletelo, se je Maslamova vojska avgusta 718 umaknila iz Konstantinopla. Ogromne izgube, nastale med kampanjo, so privedle do delnega umika omajadskih sil tudi iz zasedenih bizantinskih mejnih območij. Omajadski napadi na Bizanc so se znova začeli že leta 720. Glavni cilj, osvojitev Konstantinopla, je bil opuščen in meja med obema cesarstvoma se je stabilizirala na gorovjih Taurus in Anti-Taurus. Obmejni napadi in protinapadi ob tej meji so se redno dogajali  še naslednjih nekaj stoletij.

## Smrt in nasledstvo
Sulejman je umrl v Dabiku septembra 717 in bil tam pokopan.  Nestorijanski krščanski kronist iz 11. stoletja Elija Nisibiški je njegovo smrt datiral na 20. ali 21. september, medtem ko jo je muslimanski zgodovinar Abu Mihnaf iz 8. stoletja  postavil na 23. ali 24. september. Po vrnitvi s petkove molitve je kalif zbolel in nekaj dni pozneje umrl.
Leta 715 ali 716 je Sulejman po smrti svojega brata in možnega naslednika Marvana al-Akbarja za svojega naslednika določil svojega najstarejšega sina Ajuba. Ajub je v začetku leta 717 umrl zaradi tako imenovane taun al-Ašraf (kuga uglednih), ki je prizadela Sirijo in Irak. Ista bolezen je morda povzročila tudi  Sulejmanovo smrt.  Na smrtni postelji je Sulejman nameraval za svojega naslednika izbrati sina Davuda, a mu je Radža to odsvetoval, ker je Davud takrat oblegal Konstantinopel in ni bilo jasno, ali je še živ. Radža mu je svetoval, naj izbere svojega bratranca in svetovalca Omarja ibn Abd al-Aziza, ki ga je opisal kot "vrednega, odličnega človeka in iskrenega muslimana". Da bi se izognili morebitnim dinastičnim sporom med Omarjem in Sulejmanovimi brati, je bil za Omarjevega naslednika imenovan Jazid ibn Abd al-Malik. Sulejmanovo imenovanje Omarja namesto lastnih bratov je bila v nasprotju s splošnim načelom v družini Omajadov, da bo položaj kalifa omejen na Abd al-Malikovo družino. Radža je bil izbran za izvršitelja Sulejmanove volje in je zagotovil zvestobo njegovih bratov kalifu Omarju z grožnjo uporabe sile.

## Ocena vladanja
Sulejmanova kratka vladavina ne omogoča oblikovati ustrezne slike o njej, vsekakor pa ni dosegel svojih velikopoteznih ciljev. Na splošno velja, da je nadaljeval ekspanzionistično politiko svojih predhodnikov al-Valida in Abd al-Malika.
Znan je po tem, da je živel razuzdano življenje, bil postaven in privlačen, a tudi  požrešen in promiskuiteten. V nasprotju s sodobno poezijo islamska tradicija šteje Sulejmana za krutega in nepravičnega vladarja, njegovo nagovarjanje k pobožnosti pa izvira iz krivde zaradi njegovega nemoralnega vedenja. 

## Družina
Sulejman je imel štiri žene iz različnih vej družine Omajadov.
- Um Aban bint Aban je bila vnukinja al-Hakama ibn Abi al-Asa, očeta Marvana I. in Ajubova mati[87][88]
- Um Jazid bint Abd Alah je bila vnukinja kalifa Jazida I. in sestra bodočega pretendenta za kalifa Abu Muhameda al-Sufjanija.[89] Um Jazid je bila mati Sulejmanovih sinov Jazida, al-Kasima in  Saida.
- Ajša bint Abd Alah ibn Amr je bila pravnukinja kalifa Osmana (vl. 644–656) in mati Sulejmanovih sinov Jahje in Abd Alaha.[86]
- Um Amr je bila hčerka Abd Alaha ibn Halida ibn Asida. Z njo je imel sinova Abd al-Vahida,[86] pod kalifom Marvanom II. (vl. 744–750) guvernerja Medine in Meke,[90] in Abd al-Aziza.[86]

Imel je tudi več drugih žena in priležnic. Z vsemi ženami in priležnicami je imel štirinajst sinov. Sulejmanovi sinovi so ostali v Palestini in vzdrževali močne vezi s klanom Jamani, ki je bil zelo zvest Sulejmanovi družini. Sulejmanovo premoženje v Palestini je ostalo v lasti njegove družine, dokler ni abasidska revolucija leta 750 strmoglavila dinastije Omajadov, potem pa so ji premoženje zaplenili. Nekaj Sulejmanovih potomcev iz Davudove in Abd al-Vahidove linije je živeo v omajadskem emiratu (756–929) in nato kalifatu (929–1031) al-Andaluz na Iberskem polotoku.